# Galium thasium
Galium thasium là một loài thực vật có hoa trong họ Thiến thảo. Loài này được Stoj. & Kitanov mô tả khoa học đầu tiên năm 1946.